# Långaresjö
Långaresjö är en sjö i Kungsbacka kommun i Halland och ingår i Viskan-Rolfsåns kustområde. Sjön är 11,4 meter djup, har en yta på 0,264 kvadratkilometer och befinner sig 67,5 meter över havet. Sjön avvattnas av vattendraget Skärbäck.

## Delavrinningsområde
Långaresjö ingår i det delavrinningsområde (637211-128666) som SMHI kallar för Utloppet av Skärsjön. Medelhöjden är 81 meter över havet och ytan är 5,07 kvadratkilometer. Det finns inga avrinningsområden uppströms utan avrinningsområdet är högsta punkten. Skärbäck som avvattnar avrinningsområdet har biflödesordning 2, vilket innebär att vattnet flödar genom totalt 2 vattendrag innan det når havet efter 26 kilometer. Avrinningsområdet består mestadels av skog (67 %). Avrinningsområdet har 1,49 kvadratkilometer vattenytor vilket ger det en sjöprocent på 29,3 %.